# Harold Rayner
Harold Marvin Rayner (Glen Ridge, Nova Jersey, 27 de juliol de 1888 - Montrose, Nova York, 8 de desembre de 1954) va ser un tirador d'esgrima i pentatleta estatunidenc que va competir a començament del segle xx.
El 1912 va prendre part en els Jocs Olímpics d'Estocolm, on va disputar la prova del floret individual del programa d'esgrima. En ella quedà eliminat en les rondes preliminars.
Vuit anys més tard, un cop finalitzada la Primera Guerra Mundial, va disputar dues proves del programa d'esgrima dels Jocs d'Anvers. Guanyà la medalla de bronze en la competició de floret per equips, mentre en la d'espasa per equips sisè. En aquests mateixos Jocs disputà la competició del pentatló modern, que finalitza en sisena posició.
El 1928 va disputar els seus tercers i darrers Jocs a Amsterdam. Disputà dues proves del programa d'esgrima, la d'espasa i floret per equips. Ambdues les finalitzà en cinquena posició.